# Eusko Alkartasuna

Logotyp

Eusko Alkartasuna (EA) är ett baskiskt politiskt parti som är verksamt i både Frankrike och Spanien. På baskiska betyder partiets namn Baskisk solidaritet. Enligt deras partiprogram strävar de efter ett Baskien med full nationell och social frihet. Partiet bildades 1987.